# Вулиця Петра Полтави (Броди)
Ву́лиця Пе́тра По́лтави — одна з центральних вулиць міста Броди, Львівської області. Починається від перехрестя вулиць Золотої, Просвіти та майдану Свободи і прямує до вулиці Галицької, утворюючи перехрестя з вулицями Єврейською, Хроновича та Грушевського.

## Історія
За свою історію вулиця декілька разів змінювала свою назву. Сучасна назва походить з 1990-х років — на честь Петра Полтави, заступника Голови Генерального Секретаріату УГВР, члена ОУН, керівника Головного осередку пропаганди Проводу ОУН, референта політвиховного відділу Головного військового штабу УПА і керівника Бюро інформації УГВР.

## Забудова
Вулиця Петра Полтави забудована переважно одно- та двоповерховими садибами. Також присутня індивідуальна та офісна забудови нового часу.
№ 3 — триповерхова будівля, в якій до 2018 року містилося Бродівське об'єднане управління Пенсійного фонду України Львівської області, а нині — Первинна профспілкова організація працівників Бродівського об'єднаного управління пенсійного фонду України Львівської області.
№ 6а — триповерхова будівля, в якій міститься кредитна спілка «Самопоміч».

## Пам'ятники, меморіальні таблиці
На розі сучасних вулиць Золотої та Петра Полтави в невеличкому сквері перед нинішньою будівлею Бродівського об'єднаного управління Пенсійного фонду України 13 серпня 1980 року встановили пам'ятник Семенові Будьонному (автори скульптор — П. Мазур, архітектор — В. Литвин). Постамент виготовлений з бетону у формі стели з табличкою: «Будьонний Семен Михайлович». Погруддя виконане з кованої міді. Пам'ятник простояв до початку 1990-х років і за часів незалежної України демонтований. У жовтні 2002 року, після реконструкції майдану перед будівлею пенсійного фонду, на місці демонтованого пам'ятника Будьонному відкрили пам'ятник Петрові Федуну-Полтаві (автори — скульптор Богдан Романець, архітектор Ярослав Руцький).

Пам'ятник Петрові Федуну-Полтаві у Бродах